# Ту-126
„Ту-126“ е съветски самолет за далечно радиолокационно откриване (ДРЛО).
Разработен е в началото на 1960-те години от конструкторското буро на Туполев, използван е до 1984 г.

## Създаване
С постановление на Министерския съвет на СССР от 4 юни 1958 г. на ОКБ-156 (Туполевското конструкторско бюро) е поставена задачата за създаването на комплекс за ДРЛО, включващ самолет-носител и извънбордова РЛС. Изискванията са бъдещият комплекс да има продължителност на полета 10 – 12 ч; таван 8 – 12 000 м; далечината на откриване на цели от тип МиГ-17 да е 100 км, от тип Ил-28 – 200 км, 3М – 300 км; далечината на предаване на информация трябва да достига 2000 км. С разработването на радиотехническия комплекс са натоварени четири научноизследователски института и конструкторски бюра, като координатор и главен изпълнител е ОКБ-156.
Военните държат (а и постановлението изисква) самолет-носител на комплекса да бъде бомбардировачът Ту-95, но тялото му се оказва прекалено тясно, за да побере необходимото оборудване. Проучвани са и височинния му вариант Ту-96, както и Ту-116, но те също се оказват непригодими за целта. В крайна сметка, за база на бъдещия комплекс, конструкторите избират пътническия самолет Ту-114, чиито габарити и летателни характеристики напълно ги удовлетворяват. Общият вид на новия Ту-126 е утвърден на 30 януари 1960 г., като по това време се появява и бордовата РЛС „Лиана“, която е вариант на наземната П-30. От първата буква на станцията „Лиана“ идва и шифърът на самолета – „изделие Л“.
РЛС е смятана от руснаците за истинско чудо на техниката. Според предварително заявените данни, тя напълно покрива и дори леко превъзхожда изискванията за далечина на откриване на целите и предаване на информацията. За да бъде осигурен кръгов обзор, тя трябва да бъде поставена над тялото на самолета на пилон с височина 2.6 м и да се осигури въртене на антената ѝ със скорост 10 оборота в минута. Това създава доста трудности на конструкторите, които разглеждат два варианта – въртяща се антена в неподвижен обтекател и обтекател, въртящ се с антената. Самият Туполев в началото поддържа първия вариант, но след дълги спорове е избран втория и Ту-126 става първият в света самолет с въртяща се чиния на гъбовидния обтекател, като това технологично решение е заимствано по-късно от САЩ.
Първият прототип на Ту-126 е построен през есента на 1961 г., първият му полет е на 23 януари 1962 г. РЛС „Лиана“ е монтирана след седмия изпитателен полет, дотогава самолетът лети с макет на обтекателя. В процеса на изпитанията се установява, че гъбовидния обтекател е влошил летателните характеристики на машината, което налага ограничения по скорост, претоварване и др. Излизат наяве и други проблеми, както и се оказва, че РЛС „Лиана“ не е съвсем доработена. Изпитанията на комплекса продължават дълго, като в хода им са отстранявани различните възникнали проблеми. Комплексът Ту-126 официално е приет на въоръжение на 30 април 1965 г., но серийното му производство започва още през ноември 1963 г.

## Бойно използване
Всички самолети от този тип постъпват на въоръжение в 67-а отделна ескадрила за ДРЛО, базирана край гр. Шауляй в тогавашната Литовска ССР. Ескадрилата се състои от два отряда от по 4 самолета. Задачите, които трябва да изпълнява са: водене на радиолокационно и радиотехническо разузнаване над Карско, Баренцево и Балтийско море; насочване на изтребители-прехващачи с голям обсег (Ту-128) към въздушни цели на големи разстояния и следене на морски цели. Но нещата се оказват по-различни. След приемането на въоръжение на Ту-95РЦ, на Ту-126 практически не се поставят задачи за следене на морски цели. Оказва се също, че апаратурата за автоматично целеуказване на прехващачите не може да бъде доведена до работно състояние и това трябва да става ръчно, като могат да бъдат насочвани максимум 10 изтребителя към 10 цели – много по-малко от изискваното. Ту-126 се оказва в състояние да изпълнява само два типа задачи: откриване и съпровождане на въздушни цели и водене на радиотехническо разузнаване. При патрулиране на височина 8000 м, далечината на откриване на въздушна цел достига до 420 км.
Към края на 1960-те г. ударната авиация на НАТО променя тактиката си и преминава към полети на малки и пределно малки височини. Оказва се, че РЛС „Лиана“ не може да различава нисколетящи цели на фона на земната повърхност и се създава реалната заплаха комплексът Ту-126 да се окаже безполезен. За да могат да бъдат следени целите, самолетът трябва да се намира под тях и след дълги специални тренировки, височината на патрулиране е намалена до 600 м, при което обаче рязко намаляват далечината на откриване на целите и далечината на полета на самия Ту-126. Освен това възникват и други проблеми (един от тях е силното обледеняване на самолета при полети над океана на малки височини), които изискват нови дълги изпитания. В крайна сметка са предприети редица мерки, вследствие на които Ту-126 запазват определено ниво на боеготовност и ефективност. Самолетите летят до 1984 г., когато са снети от въоръжение.

## Модификации
Произведени са общо девет самолета – един изпитателен и осем бойни. Самолетът реално няма модификации, ако не се брои това, че след третата серийна машина, на другите пет е добавена допълнителна апаратура за РЕП.
Още в края на 60-те г. става ясно, че комплексът Ту-126 далеч не е толкова ефективен, колкото се е очаквало и затова през 1969 г. излиза правителствено решение за разработката на нов комплекс за ДРЛО „Шмель“. Един от вариантите за комплекса „Шмель“ е разработен на базата на Ту-126, но остава само на хартия, тъй като едно от изикванията е самолетът-носител да бъде в серийно производство, а производството на Ту-126 е спряно още през 1968 г. Разгледани са няколко варианта и отдадено предпочитание на транспортния Ил-76, на чиято база е съзаден новия самолет за ДРЛО А-50. Един Ту-126 участва в разработката и изпитанията на новата машина като летяща лаборатория.